# Arturo Norambuena
Arturo Andrés Norambuena Ardiles (Valdivia, 24 novembre 1971) è un ex calciatore cileno, di ruolo Attaccante.

## Palmarès

### Giocatore

#### Competizioni nazionali
- Campionato cileno: 2

Univ. Católica: Apertura 2002
Cobreloa: Clausura 2004